# Idioma djabugay
Djabugay (o Djabuganjdji; ver más abajo para otros nombres) es una lengua aborigen australiana en peligro de extinción hablada por el pueblo djabugay con 46 hablantes nativos en el censo de 2016. La región del idioma Djabugay incluye Extremo norte de Queensland, particularmente alrededor de la cuenca de Kuranda Range y Barron River, y el paisaje dentro de los límites del gobierno local del Consejo Regional de Cairns.

## Clasificación
Aunque a veces se coloca en la rama de lenguas yidíñicas separada de las lenguas pama-ñunganas, Bowern (2011) retiene al Djabugay en su lugar tradicional dentro de las Lenguas pama.

## Dialectos
Los siguientes idiomas son dialectos confirmados de Djabugay por la AUSTLANG base de datos mantenida por el Instituto Australiano de Estudios Aborígenes e Isleños del Estrecho de Torres. Djabugay se usa tanto como nombre de idioma como de dialecto. Se han enumerado nombres adicionales para estos idiomas y/o dialectos después de sus nombres, pero los términos se superponen y las listas no son exhaustivas.
- Y106: Djabugay / Tjapukai – Barron River dialect, Binggu, Bulum-Bulum, Buluwai, Check-Cull, Chewlie, Dja:bugay, Djabugai, Djabuganjdji, Djabungandji, Dyaabugay, Dyabugandyi, Dyabugay, Hileman, Irukandjai, Kikonjunkulu, Kodgotto, Koko-Tjumbundji, Koko njunkulu, Koko nyungalo, Koko Tjumbundji, Kokonjunkulu, Kokonyungalo, Ngarlkadjie, Njakali, Nyakali, Orlow, Tapelcay, Tcabogai tjanji, Tja:pukanja, Tjabakai-Thandji, Tjabogai tjandji, Tjabogai tjanji, Tjabogaijanji, Tjabogaitjandji, Tjankir, Tjankun, Tjapukandji, Tjapukanja, Tjapunkandji, Tjunbundji, Toabogai tjani, Tuffelcey[2][4]
- Y110: Bulway – Buluwan dyi, Buluwandji, Buluwandyi, Bulwandji, Bulwandyi[5][6]
- Y111: Yirrgay – Chumchum, Dingal, Djabungandji, Dungara, Dungarah, Illagona, Irakanji, Irukandji, Tingaree, Tingeree, Umbay, Walpoll, Wongulli, Yerkanji, Yettkie, Yirgandji, Yirgay, Yirkandji, Yirkanji[7][8]
- Y160: Guluy – Dyaabugay[9]
- Y162: Nyagali – Njagali[10]

## Fonología

### Consonantes
|           | Bilabial | Apico-alveolar | Retrofleja | Lamino-palatal | Dorso-velar |
| --------- | -------- | -------------- | ---------- | -------------- | ----------- |
| Oclusiva  | b        | d              |            | ɟ              | g           |
| Nasal     | m        | n              |            | ɲ              | ŋ           |
| Lateral   |          | l              |            |                |             |
| Rótica    |          | r              | ɻ          |                |             |
| Semivocal | (w)      |                |            | j              | w           |

### Vocales
|         | Anterior | Posterior |
| ------- | -------- | --------- |
| Cerrada | i iː     | u uː      |
| Abierta | a aː     | a aː      |